# Klement Kristian Helmschläger
Klement Kristian Helmschläger, född omkring 1693 i Tyskland, död 7 maj 1751, var en tysk skarprättare i Stockholm åren 1728-1751. Han avrättade de ansvariga huvudmännen för Dalaupproret 1743 genom halshuggning och stegling vid Skanstull den 30 januari 1744. Den 24 januari 1747 avrättade han Brita Wadstöm, vars kropp sedan brändes på bål. Hon hade skurit halsen av ett spädbarn när hon satt frihetsberövad på häktet vid det gamla rådhuset i Stockholm för stöld.
Han tillhörde med stor sannolikhet den tyska skarprättarfamiljen med samma namn som varit verksamma i flera generationer. Hans bror Johan Heinrich Helmschläger var skarprättare i Bergen mellan 1721 och 1760.
Helmschläger ansåg sig vara underbetald som bödel och ansökte om att få en högre ersättning. Han ansökte om detta i ett brev till dåvarande kungen Fredrik I. Han beviljades löneförhöjning från år 1749.